# Polygonyta
Polygonyta är ett begrepp som används inom datorgrafik, i synnerhet inom tredimensionell datorgrafik. Polygonytor är ett vanligt sätt att visa tredimensionella objekt på en tvådimensionell skärm. Det tredimensionella objektet delas upp i ett antal polygonytor vilka målas på skärmen var för sig. Den enklaste polygonytan är triangeln och på grund av dess enkelhet är den också den vanligaste polygonytan i 3D-sammanhang.
Vid uppritning av polygonytor används ofta någon form av polygontoning.